# دیوید هیمن
دیوید جاناتان هیمن (انگلیسی: David Jonathan Heyman؛ زادهٔ ۲۶ ژوئیهٔ ۱۹۶۱) تهیه‌کننده و بنیان‌گذار هی‌دی فیلمز اهل بریتانیا است. او تهیه‌کنندهٔ اصلی هشت قسمت مجموعهٔ هری پاتر بوده‌است و یکی از پرفروش‌ترین تهیه‌کننده‌های جهان است.

## زندگی و کار
او در لندن، انگلستان به دنیا آمد. او پسر جان هیمن تهیه‌کننده فیلم‌هایی مثل The Go-Between و Jesus و مادرش نورما پارنل بازیگر بود. پدر بزرگ و مادربزرگ پدری او مهاجران یهودی آلمانی بودند و مادرش انگلیس اصل بود. او در ایالات متحده به مدرسه رفت و در رشته تاریخ هنر از دانشگاه هاروارد فارغ‌التحصیل شد. او کار خود را در صنعت فیلم با دیوید لین به عنوان دستیار تولید شروع کرد. او به یک مدیر خلاق در برادران وارنر تبدیل شد. در اواخر دهه ۸۰، او به عنوان معاون رئیس یونایتد آرتیستز برگزیده شد و بعد از آن اولین فیلم خود را در سال ۱۹۹۲ به نام Juice ساخت. و بعد از آن در سال ۱۹۹۷ به لندن آمد. بعد از آن تهیه‌کننده مجموعه فیلم‌های هری پاتر شد.

## فیلم‌شناسی

### فیلم
| سال  | فیلم                                 | به‌عنوان          | منا.        |
| ---- | ------------------------------------ | ---------------- | ----------- |
| ۱۹۹۲ | عزت                                  |                  |             |
| ۱۹۹۴ | عصر سنگی                             |                  |             |
| ۱۹۹۶ | مسافران روز                          | تهیه‌کننده اجرایی |             |
| ۱۹۹۹ | حریص                                 |                  |             |
| ۲۰۰۱ | هری پاتر و سنگ جادو                  |                  |             |
| ۲۰۰۲ | هری پاتر و تالار اسرار               |                  |             |
| ۲۰۰۴ | گرفتن جان‌ها (فیلم)                   | تهیه‌کننده اجرایی |             |
| ۲۰۰۴ | هری پاتر و زندانی آزکابان            |                  |             |
| ۲۰۰۵ | هری پاتر و جام آتش                   |                  |             |
| ۲۰۰۷ | هری پاتر و محفل ققنوس                |                  |             |
| ۲۰۰۷ | من افسانه هستم                       |                  |             |
| ۲۰۰۸ | پسری در پیژامه راه‌راه                |                  |             |
| ۲۰۰۸ | کسی اینجاست؟                         |                  |             |
| ۲۰۰۸ | مرد بله‌گو                            |                  |             |
| ۲۰۰۹ | هری پاتر و شاهزاده دورگه             |                  |             |
| ۲۰۱۰ | هری پاتر و یادگاران مرگ – قسمت اول   |                  |             |
| ۲۰۱۱ | هری پاتر و یادگاران مرگ – قسمت دوم   |                  |             |
| ۲۰۱۳ | ما خانواده میلر هستیم                | تهیه‌کننده اجرایی |             |
| ۲۰۱۳ | جاذبه                                |                  |             |
| ۲۰۱۴ | گواه جوانی                           |                  |             |
| ۲۰۱۴ | پدینگتون                             |                  |             |
| ۲۰۱۶ | نور میان اقیانوس‌ها                   |                  |             |
| ۲۰۱۶ | جانوران شگفت‌انگیز و زیستگاه آن‌ها     |                  |             |
| ۲۰۱۷ | پدینگتون ۲                           |                  | [ ۱ ] [ ۲ ] |
| ۲۰۱۸ | جانوران شگفت‌انگیز: جنایات گریندل‌والد |                  |             |
| ۲۰۱۹ | روزی روزگاری در هالیوود              |                  |             |
| ۲۰۱۹ | داستان ازدواج                        |                  |             |
| ۲۰۲۰ | باغ اسرارآمیز                        |                  |             |
| ۲۰۲۲ | جانوران شگفت‌انگیز: اسرار دامبلدور    |                  | [ ۳ ]       |
| ۲۰۲۲ | نویز سفید                            |                  |             |
| ۲۰۲۳ | باربی                                |                  |             |
| ۲۰۲۳ | وانکا                                |                  |             |
| TBA  | The Rivals of Amziah King            |                  | [ ۴ ]       |

به‌عنوان بازیگر
| سال  | فیلم                               | نقش                       | توضیحات               |
| ---- | ---------------------------------- | ------------------------- | --------------------- |
| ۱۹۷۰ | بلومفیلد                           | الداد                     |                       |
| ۱۹۹۸ | کوکین                              | پینو نوآر                 | فیلم کوتاه            |
| ۱۹۹۹ | حریص                               | مستر جینس                 |                       |
| ۲۰۰۰ | شلاق‌زده                            | سوت                       |                       |
| ۲۰۰۶ | بی‌قلب                              | تد                        | فیلم کوتاه            |
| ۲۰۰۷ | هری پاتر و محفل ققنوس              | شفادهنده در پرتره         | بدون ذکر نام در عوامل |
| ۲۰۱۱ | هری پاتر و یادگاران مرگ – قسمت دوم | جادوگر ناهارخوری در نقاشی | بدون ذکر نام در عوامل |

تشکر
| سال  | عنوا            | نقش       |
| ---- | --------------- | --------- |
| ۲۰۰۴ | تابستان عشقی من | تشکر ویژه |